# Joseph Black

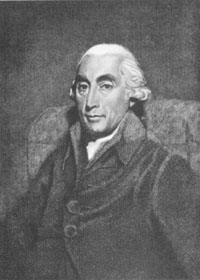
Joseph Black

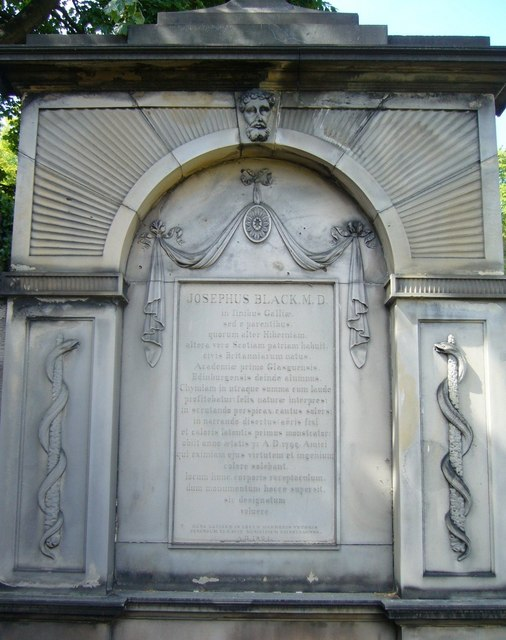
Blacks Grabmal in Edinburgh

Joseph Black (* 16. April 1728 in Bordeaux, Frankreich; † 6. Dezember 1799 in Edinburgh) war ein schottischer Physiker und Chemiker. Er ist der Entdecker des Kohlenstoffdioxids, wird häufig zu den Entdeckern des Elements Magnesium gezählt und führte die latente Wärme ein.

## Leben
Joseph Black war der Sohn eines aus Irland gebürtigen, in Schottland und später in Bordeaux lebenden Weinhändlers, John Black. Die kinderreiche Familie hatte in Frankreich Kontakt zu Montesquieu.  Mit 12 Jahren wurde Black in seine Heimat nach Belfast geschickt, mit 18 Jahren (1746) besuchte er die Universität Glasgow und hörte chemische Vorlesungen vom rhetorisch begabten William Cullen. Im Jahr 1751 wechselte er an die Universität Edinburgh zu Robert Whytt. 
Seine 1754 angefertigte Doktorarbeit De humore acido a cibis orto et Magnesia alba handelte über Untersuchungen über das Magnesiumoxid und Magnesiumkarbonat. 1755 erschien seine Abhandlung Experiments upon Magnesia alba and other Alcaline Substances. Aufgrund dieser Arbeiten wurde Black der Nachfolger von William Cullen in Glasgow. Er erkannte den Unterschied zwischen Calciumcarbonat und Magnesiumcarbonat und untersuchte als Erster systematisch Magnesiumverbindungen, deren Prototypen damals als Epsom Salz und Magnesia Alba bekannt waren und medizinische Verwendung fanden. Deshalb wird er häufig zu den Entdeckern des Magnesiums gezählt, auch wenn es erst später von Humphry Davy durch Elektrolyse isoliert wurde. Unabhängig fand wenige Jahre nach Black auch Andreas Sigismund Marggraf Magnesium in Mineralien der Serpentingruppe und Black zitiert weitere Beispiele des Vorkommens in Lectures on the elements of chemistry. Von Bedeutung wurden Blacks Arbeiten von 1755 aber vor allem für die unten geschilderten Experimente zum Nachweis von Kohlendioxid.
Hintergrund von Blacks Arbeiten war ein Geheimrezept über die Linderung bei Gallensteinen von Joanna Stephens. Stephen Hales, der das Rezept durch eine gut belohnte Preisverleihung öffentlich zugänglich machen wollte, förderte auch die Untersuchungen über die Auflösung von Gallensteinen durch Kalkwasser bei den Professoren Whytt, Alston.
Um 1762 untersuchte Black die latente Wärme, d. h. die Temperaturkonstanz eines Thermometers bei Siedepunkt und Gefrierpunkt von Wasser. Blacks Erkenntnisse zur latenten Wärme hatten auch Einfluss auf die Entwicklung der ersten Dampfmaschine. James Watt, der entscheidende Verbesserungen der Dampfmaschine einführte, hörte Vorlesungen bei Black. 
Wie sein Lehrer Cullen gehörte er zu denjenigen, die früh symbolische Diagramme für Reaktionen benutzten.
1766 erhielt Black die Professur für Chemie an der Universität Edinburgh.
Seit 30. Januar 1783 war er Ehrenmitglied der Russischen Akademie der Wissenschaften. Im selben Jahr wurde er zum Fellow der Royal Society of Edinburgh gewählt. Am 15. Mai 1789 wurde Black korrespondierendes Mitglied, associé étranger der französischen Académie des sciences. Nach ihm sind der Mondkrater Black und der Asteroid (5883) Josephblack benannt.
Zu seinen Schülern gehörten Jędrzej Śniadecki, Benjamin Rush, Thomas Charles Hope, William Irvine und Richard Lubbock. Sein unmittelbarer Nachfolger auf seiner Professur war John Robison, gefolgt von Irvine und Hope.

## Wissenschaftliches Werk
Kohlenstoffdioxid
Black gilt als ein Wegbereiter für die Entstehung der quantitativen Chemie durch Antoine Laurent de Lavoisier. Damals gab es keine Kenntnis über Atome, Moleküle, die Molekularmasse und die genauen Ursachen von Masseveränderungen bei Stoffumwandlungen. Black konnte noch nicht die Elemente Kohlenstoff und Sauerstoff in der fixen Luft (Kohlenstoffdioxid) nachweisen — das tat später Lavoisier —, er hat jedoch die Masse und die Arten der Umwandlung der fixen Luft bestimmt und damit einen wichtigen Beitrag für die spätere Aufklärung dieses Stoffes geleistet. 
Black erhitzte 7,2 g Magnesiumkarbonat (Magnesia) und bestimmte das Gewicht des Rückstandes auf etwa 3,1 g. Black vermutete, dass beim Verbrennungsprozess Luft (Phlogiston) entweichen würde. 
Er löste das zu Magnesiumoxid umgewandelte Magnesiumkarbonat in etwas Schwefelsäure (Vitrolsäure), versetzte die Lösung mit Natriumkarbonatlösung und erhielt wieder einen unlöslichen Feststoff. Nach sorgfältigem Waschen und Trocknen bestimmte er das Gewicht dieses Stoffes auf 6,6 g. Unter Einfluss von Säuren zeigte sich wieder eine Gasentwicklung (Kohlenstoffdioxid). Er hatte mit dieser Umwandlung die fixe Luft wieder in das – bei der Verbrennung entstandene – gebrannte Magnesia (Magnesiumoxid) eingeführt.
Bei dem Zufuhrprozess war jedoch keine Luftentwicklung sichtbar, so dass die fixe Luft vermutlich aus der Karbonatlösung stammte.  Dieser Denkprozess war im Lichte der Phlogistontheorie nicht leicht verständlich, da nur bei Gasentwicklungen, Verbrennungen das Phlogiston entweichen konnte. 
Black untersuchte darauf die Masseänderungen bei der Säurezugabe auf Natriumkarbonatlösung.
Später stellte er fest, dass das Magnesiumoxid (gebranntes Magnesia) mehr Säure bis zur Neutralisierung benötigt als das Magnesiumkarbonat, ferner hat er erkannt, dass die fixe Luft auch in der gewöhnlichen Luft vorhanden ist.
Black erkannte 1755 in seinem Werk De humore acido a cibis orto et Magnesia alba den Unterschied zwischen Kalk (Calciumcarbonat) und Magnesia alba (Magnesiumcarbonat), die zu dieser Zeit oft verwechselt wurden. Er fasste Magnesia alba als Carbonat eines neuen Elements auf. Deswegen wird Joseph Black oft als Entdecker von Magnesium genannt, obwohl er nie reines Magnesium darstellen konnte.
Wärmemenge
Black studierte auch die Temperaturveränderung von Wasser mit einem Thermometer. Bei der Zufuhr von Wärme auf ein Wassergefäß dehnte sich die Quecksilberskala des Thermometers aus, bei Eis hingegen zeigte sich bei der Zufuhr von Wärme längere Zeit keine Temperaturänderung. Auch bei der Bildung von Wasserdampf änderte sich die Temperaturanzeige des Thermometers nicht.  Black folgerte, dass beim Sieden und Schmelzen trotzdem weiterhin Wärme zugeführt wird, obgleich sich die Temperatur nicht änderte. 
Black erkannte, dass zwischen der Intensität (der Temperatur) und der Wärmemenge (Quantität) unterschieden werden müsse. Ferner fand Black, dass verschiedene Stoffe auch unterschiedlich viel Wärme aufnehmen konnten. 
Black war ein Entdecker der Wärmekapazität und der spezifischen Wärme durch seine Theorie der latenten Wärme (heutige Fachbegriffe der Thermodynamik: "Verdampfungsenthalpie" beim Verdampfen einer Flüssigkeit bzw. "Schmelzenthalpie" beim Schmelzen von Kristallen wie z. B. Eis).

## Veröffentlichungen
- Lectures on the elements of chemistry in 2 Bänden, herausgegeben von Robinson nach Blacks Handschrift, Edinburgh 1803 (deutsch von Crell, Hamburg 1804–1805 in 4 Bänden)